# Magnus Persson (handbollsspelare)
Magnus Lars Persson, född 17 december 1990 i Snöstorps församling i Halmstad, är en svensk handbollsspelare (högernia). 

## Karriär

### Klubblag
Magnus Persson moderklubb är HK Drott. Han spelade i det Drott-lag som blev Svenska mästare 2013. Svenska mästartiteln kvalificerade HK Drott till EHF Champions League 2013/2014.
Efter två år i Tyskland och två år i Alingsås HK spelar Magnus Persson sedan 2018 i HK Malmö. Fram till och med säsongen 2022/2023 har han gjort 1 256 mål i den högsta svenska serien.

### Landslag
Landslagsdebuten skedde den 4 juni 2013 i Larvik mot Polen i segermatchen 29-27. Han har deltagit i två mästerskap, EM 2014 i Danmark och VM 2015 i Qatar.